# Mefrusid
Mefrusid ist eine chemische Verbindung aus der Gruppe der Tetrahydrofurane und Sulfonsäureamide.

## Verwendung
Mefrusid wird als Diuretikum eingesetzt. Es besitzt auch saluretische und blutdrucksenkende Wirkungen. Es greift vor allem am distalen Nierenkanälchen an, wobei es sich günstig auf den Natrium-Kalium-Quotienten auswirkt. Das (−)-Enantiomer besitzt bei dieser Verbindung eine deutlich stärkere Wirksamkeit als das (+)-Enantiomer. Der Wirkstoff wurde von Harald Horstmann, Hartmut Wollweber und Karl Meng bei Bayer entwickelt.